# Vuelta a Andalucía 2022
68. ročník etapového cyklistického závodu Vuelta a Andalucía se konal mezi 16. a 20. únorem 2022 v španělském regionu Andalusie. Celkovým vítězem se stal Nizozemec Wout Poels z týmu Team Bahrain Victorious. Na druhém a třetím místě se umístili Španěl Cristián Rodríguez (Team TotalEnergies) a Kolumbijec Miguel Ángel López (Astana Qazaqstan Team). Závod byl součástí UCI ProSeries 2022 na úrovni 2.Pro.
Po odložení ročníku 2021 na květen kvůli pandemii covidu-19 v Španělsku se závod vrátil zpět do svého obvyklého termínu v polovině února.

## Týmy
Závodu se zúčastnilo 12 z 18 UCI WorldTeamů a 10 UCI ProTeamů. Pouze 14 týmů nastoupilo do závodu s plným počtem 7 jezdců. Týmy Alpecin–Fenix, Burgos BH, Team BikeExchange–Jayco a Team Bahrain Victorious nastoupily s 6 závodníky, týmy UAE Team Emirates, Gazprom–RusVelo a Human Powered Health přijely pouze s 5 závodníky, zatímco Team TotalEnergies přijel pouze se 4 jezdci. Mikel Bizkarra z týmu Euskaltel–Euskadi neodstartoval 1. etapu, závod tak odstartovalo 140 jezdců. Před 3. etapou odstoupily ze závodu týmy Gazprom–RusVelo a Human Powered Health kvůli členům týmu pozitivně otestovaným na covid-19. Do cíle v Chiclana de Segura dojelo 108 jezdců.
UCI WorldTeamy
- AG2R Citroën Team
- Astana Qazaqstan Team
- Bora–Hansgrohe
- Ineos Grenadiers
- Intermarché–Wanty–Gobert Matériaux
- Israel–Premier Tech
- Lotto–Soudal
- Movistar Team
- Quick-Step–Alpha Vinyl
- Team Bahrain Victorious
- Team BikeExchange–Jayco
- UAE Team Emirates

UCI ProTeamy
- Alpecin–Fenix
- Burgos BH
- Caja Rural–Seguros RGA
- Eolo–Kometa
- Equipo Kern Pharma
- Euskaltel–Euskadi
- Gazprom–RusVelo
- Human Powered Health
- Sport Vlaanderen–Baloise
- Team TotalEnergies

## Trasa a etapy
| Etapa         | Datum         | Trasa                      | Vzdálenost | Typ      | Typ           | Vítěz                  |
| ------------- | ------------- | -------------------------- | ---------- | -------- | ------------- | ---------------------- |
| 1             | 16. února     | Ubrique – Iznájar          | 200,7 km   |          | Zvlněná etapa | Rune Herregodts (BEL)  |
| 2             | 17. února     | Archidona – Alcalá la Real | 150,6 km   |          | Horská etapa  | Alessandro Covi (ITA)  |
| 3             | 18. února     | Lucena – Otura             | 153,2 km   |          | Zvlněná etapa | Magnus Sheffield (USA) |
| 4             | 19. února     | Cúllar Vega – Baza         | 167,4 km   |          | Horská etapa  | Wout Poels (NED)       |
| 5             | 20. února     | Huesa – Chiclana de Segura | 146,4 km   |          | Horská etapa  | Lennard Kämna (GER)    |
| Celková délka | Celková délka | Celková délka              | 818,3 km   | 818,3 km | 818,3 km      | 818,3 km               |

## Průběžné pořadí
| Etapa          | Vítěz            | Celkové pořadí  | Bodovací soutěž | Vrchařská soutěž | Sprinterská soutěž  | Soutěž andaluských jezdců | Soutěž španělských jezdců | Kombinovaná soutěž | Soutěž týmů              |
| -------------- | ---------------- | --------------- | --------------- | ---------------- | ------------------- | ------------------------- | ------------------------- | ------------------ | ------------------------ |
| 1              | Rune Herregodts  | Rune Herregodts | Rune Herregodts | Álvaro Cuadros   | Stephen Bassett     | Cristián Rodríguez        | Ander Okamika             | Rune Herregodts    | Sport Vlaanderen–Baloise |
| 2              | Alessandro Covi  | Alessandro Covi | Alessandro Covi | Jon Barrenetxea  | Diego Pablo Sevilla | Cristián Rodríguez        | Ander Okamika             | Ander Okamika      | Astana Qazaqstan Team    |
| 3              | Magnus Sheffield | Alessandro Covi | Alessandro Covi | Jon Barrenetxea  | Diego Pablo Sevilla | Cristián Rodríguez        | Cristián Rodríguez        | Xabier Isasa       | Astana Qazaqstan Team    |
| 4              | Wout Poels       | Wout Poels      | Alessandro Covi | Jon Barrenetxea  | Damiano Caruso      | Cristián Rodríguez        | Cristián Rodríguez        | Miguel Ángel López | Astana Qazaqstan Team    |
| 5              | Lennard Kämna    | Wout Poels      | Alessandro Covi | Jon Barrenetxea  | Diego Pablo Sevilla | Cristián Rodríguez        | Cristián Rodríguez        | Miguel Ángel López | Astana Qazaqstan Team    |
| Konečné pořadí | Konečné pořadí   | Wout Poels      | Alessandro Covi | Jon Barrenetxea  | Diego Pablo Sevilla | Cristián Rodríguez        | Cristián Rodríguez        | Miguel Ángel López | Astana Qazaqstan Team    |

- Ve 2. etapě nosil Ander Okamika, jenž byl třetí v bodovací soutěži, zelený dres, protože lídr této klasifikace Rune Herregodts nosil žlutý dres vedoucího závodníka celkového pořadí a druhý jezdec v pořadí Stephen Bassett nosil modrý dres pro lídra sprinterské soutěže.
- Ve 3. etapě nosil Rune Herregodts, jenž byl druhý v bodovací soutěži, zelený dres, protože lídr této klasifikace Alessandro Covi nosil žlutý dres vedoucího závodníka celkového pořadí. Ze stejného důvodu nosil Simon Clarke zelený dres ve 4. etapě.

## Konečné pořadí
| Legenda | Legenda                                   | Legenda | Legenda                            |
| ------- | ----------------------------------------- | ------- | ---------------------------------- |
|         | Označuje lídra celkového pořadí           |         | Označuje lídra vrchařské soutěže   |
|         | Označuje lídra bodovací soutěže           |         | Označuje lídra sprinterské soutěže |
|         | Označuje lídra soutěže andaluských jezdců |         |                                    |

### Celkové pořadí
| Pořadí | Jezdec                   | Tým                     | Čas         |
| ------ | ------------------------ | ----------------------- | ----------- |
| 1      | Wout Poels (NED)         | Team Bahrain Victorious | 20h 51' 27" |
| 2      | Cristián Rodríguez (ESP) | Team TotalEnergies      | + 14"       |
| 3      | Miguel Ángel López (COL) | Astana Qazaqstan Team   | + 15"       |
| 4      | Carlos Rodríguez (ESP)   | Ineos Grenadiers        | + 19"       |
| 5      | Simon Yates (GBR)        | Team BikeExchange–Jayco | + 20"       |
| 6      | Jack Haig (AUS)          | Team Bahrain Victorious | + 22"       |
| 7      | Ben O'Connor (AUS)       | AG2R Citroën Team       | + 26"       |
| 8      | Mauri Vansevenant (BEL)  | Quick-Step–Alpha Vinyl  | + 32"       |
| 9      | Alexej Lucenko (KAZ)     | Astana Qazaqstan Team   | + 34"       |
| 10     | Iván Sosa (COL)          | Movistar Team           | + 39"       |

### Bodovací soutěž
| Pořadí | Jezdec                   | Tým                     | Body |
| ------ | ------------------------ | ----------------------- | ---- |
| 1      | Alessandro Covi (ITA)    | UAE Team Emirates       | 59   |
| 2      | Wout Poels (NED)         | Team Bahrain Victorious | 41   |
| 3      | Magnus Sheffield (USA)   | Ineos Grenadiers        | 39   |
| 4      | Miguel Ángel López (COL) | Astana Qazaqstan Team   | 33   |
| 5      | Mauri Vansevenant (BEL)  | Quick-Step–Alpha Vinyl  | 31   |
| 6      | Simon Clarke (AUS)       | Israel–Premier Tech     | 31   |
| 7      | Simon Yates (GBR)        | Team BikeExchange–Jayco | 29   |
| 8      | Lennard Kämna (GER)      | Bora–Hansgrohe          | 25   |
| 9      | Alexej Lucenko (KAZ)     | Astana Qazaqstan Team   | 25   |
| 10     | Gonzalo Serrano (ESP)    | Movistar Team           | 25   |

### Vrchařská soutěž
| Pořadí | Jezdec                   | Tým                    | Body |
| ------ | ------------------------ | ---------------------- | ---- |
| 1      | Jon Barrentxea (ESP)     | Caja Rural–Seguros RGA | 30   |
| 2      | Álvaro Cuadros (ESP)     | Caja Rural–Seguros RGA | 24   |
| 3      | Alexej Lucenko (KAZ)     | Astana Qazaqstan Team  | 24   |
| 4      | Xabier Isasa (ESP)       | Euskaltel–Euskadi      | 21   |
| 5      | Ben O'Connor (AUS)       | AG2R Citroën Team      | 14   |
| 6      | Miguel Ángel López (COL) | Astana Qazaqstan Team  | 12   |
| 7      | Ander Okamika (ESP)      | Burgos BH              | 12   |
| 8      | Gotzon Martín (ESP)      | Euskaltel–Euskadi      | 10   |
| 9      | Lorenzo Fortunato (ITA)  | Eolo–Kometa            | 7    |
| 10     | Lennard Kämna (GER)      | Bora–Hansgrohe         | 6    |

### Sprinterská soutěž
| Pořadí | Jezdec                    | Tým                      | Body |
| ------ | ------------------------- | ------------------------ | ---- |
| 1      | Diego Pablo Sevilla (ESP) | Eolo–Kometa              | 9    |
| 2      | Damiano Caruso (ITA)      | Team Bahrain Victorious  | 6    |
| 3      | Cristián Rodríguez (ESP)  | Team TotalEnergies       | 4    |
| 4      | Lindsay De Vylder (BEL)   | Sport Vlaanderen–Baloise | 4    |
| 5      | Emanuel Buchmann (GER)    | Bora–Hansgrohe           | 3    |
| 6      | Nelson Oliveira (ESP)     | Movistar Team            | 3    |
| 7      | Ibai Azurmendi (ESP)      | Euskaltel–Euskadi        | 3    |
| 8      | Miguel Ángel López (COL)  | Astana Qazaqstan Team    | 2    |
| 9      | Jack Haig (AUS)           | Team Bahrain Victorious  | 2    |
| 10     | Alexej Lucenko (KAZ)      | Astana Qazaqstan Team    | 2    |

### Soutěž španělských jezdců
| Pořadí | Jezdec                   | Tým                     | Čas         |
| ------ | ------------------------ | ----------------------- | ----------- |
| 1      | Cristián Rodríguez (ESP) | Team TotalEnergies      | 20h 51' 41" |
| 2      | Carlos Rodríguez (ESP)   | Ineos Grenadiers        | + 5"        |
| 3      | Gonzalo Serrano (ESP)    | Movistar Team           | + 6' 13"    |
| 4      | Mikel Landa (ESP)        | Team Bahrain Victorious | + 11' 31"   |
| 5      | Antonio Jesús Soto (ESP) | Euskaltel–Euskadi       | + 15' 44"   |
| 6      | Daniel Navarro (ESP)     | Burgos BH               | + 17' 11"   |
| 7      | Ibai Azurmendi (ESP)     | Euskaltel–Euskadi       | + 18' 27"   |
| 8      | Luis Ángel Maté (ESP)    | Euskaltel–Euskadi       | + 19' 39"   |
| 9      | Ander Okamika (ESP)      | Burgos BH               | + 21' 24"   |
| 10     | Sergio Martín (ESP)      | Caja Rural–Seguros RGA  | + 22' 51"   |

### Soutěž andaluských jezdců
| Pořadí | Jezdec                   | Tým                    | Čas         |
| ------ | ------------------------ | ---------------------- | ----------- |
| 1      | Cristián Rodríguez (ESP) | Team TotalEnergies     | 20h 51' 41" |
| 2      | Carlos Rodríguez (ESP)   | Ineos Grenadiers       | + 5"        |
| 3      | Luis Ángel Maté (ESP)    | Euskaltel–Euskadi      | + 19' 39"   |
| 4      | Álvaro Cuadros (ESP)     | Caja Rural–Seguros RGA | + 30' 32"   |
| 5      | Alejandro Ropero (ESP)   | Eolo–Kometa            | + 42' 44"   |

### Kombinovaná soutěž
| Pořadí | Jezdec                   | Tým                     | Body |
| ------ | ------------------------ | ----------------------- | ---- |
| 1      | Miguel Ángel López (COL) | Astana Qazaqstan Team   | 13   |
| 2      | Alexej Lucenko (KAZ)     | Astana Qazaqstan Team   | 21   |
| 3      | Wout Poels (NED)         | Team Bahrain Victorious | 22   |
| 4      | Mauri Vansevenant (BEL)  | Quick-Step–Alpha Vinyl  | 28   |
| 5      | Ben O'Connor (AUS)       | AG2R Citroën Team       | 34   |
| 6      | Alessandro Covi (ITA)    | UAE Team Emirates       | 35   |
| 7      | Lorenzo Fortunato (ITA)  | Eolo–Kometa             | 40   |
| 8      | Cristián Rodríguez (ESP) | Team TotalEnergies      | 42   |
| 9      | Lennard Kämna (GER)      | Bora–Hansgrohe          | 47   |
| 10     | Damiano Caruso (ITA)     | Team Bahrain Victorious | 48   |

### Soutěž týmů
| Pořadí | Tým                     | Čas         |
| ------ | ----------------------- | ----------- |
| 1      | Astana Qazaqstan Team   | 62h 35' 11" |
| 2      | Team Bahrain Victorious | + 1' 35"    |
| 3      | Ineos Grenadiers        | + 13' 37"   |
| 4      | Movistar Team           | + 13' 38"   |
| 5      | UAE Team Emirates       | + 22' 16"   |
| 6      | AG2R Citroën Team       | + 28' 01"   |
| 7      | Bora–Hansgrohe          | + 29' 03"   |
| 8      | Team BikeExchange–Jayco | + 30' 11"   |
| 9      | Quick-Step–Alpha Vinyl  | + 33' 36"   |
| 10     | Caja Rural–Seguros RGA  | + 34' 35"   |